# Альдеа-де-Сан-Мігель
Альдеа-де-Сан-Мігель (ісп. Aldea de San Miguel) — муніципалітет в Іспанії, у складі автономної спільноти Кастилія-і-Леон, у провінції Вальядолід. Населення — 216 осіб (2010).
Муніципалітет розташований на відстані близько 140 км на північний захід від Мадрида, 23 км на південний схід від Вальядоліда.

## Демографія
Динаміка населення (INE ):

## Галерея зображень

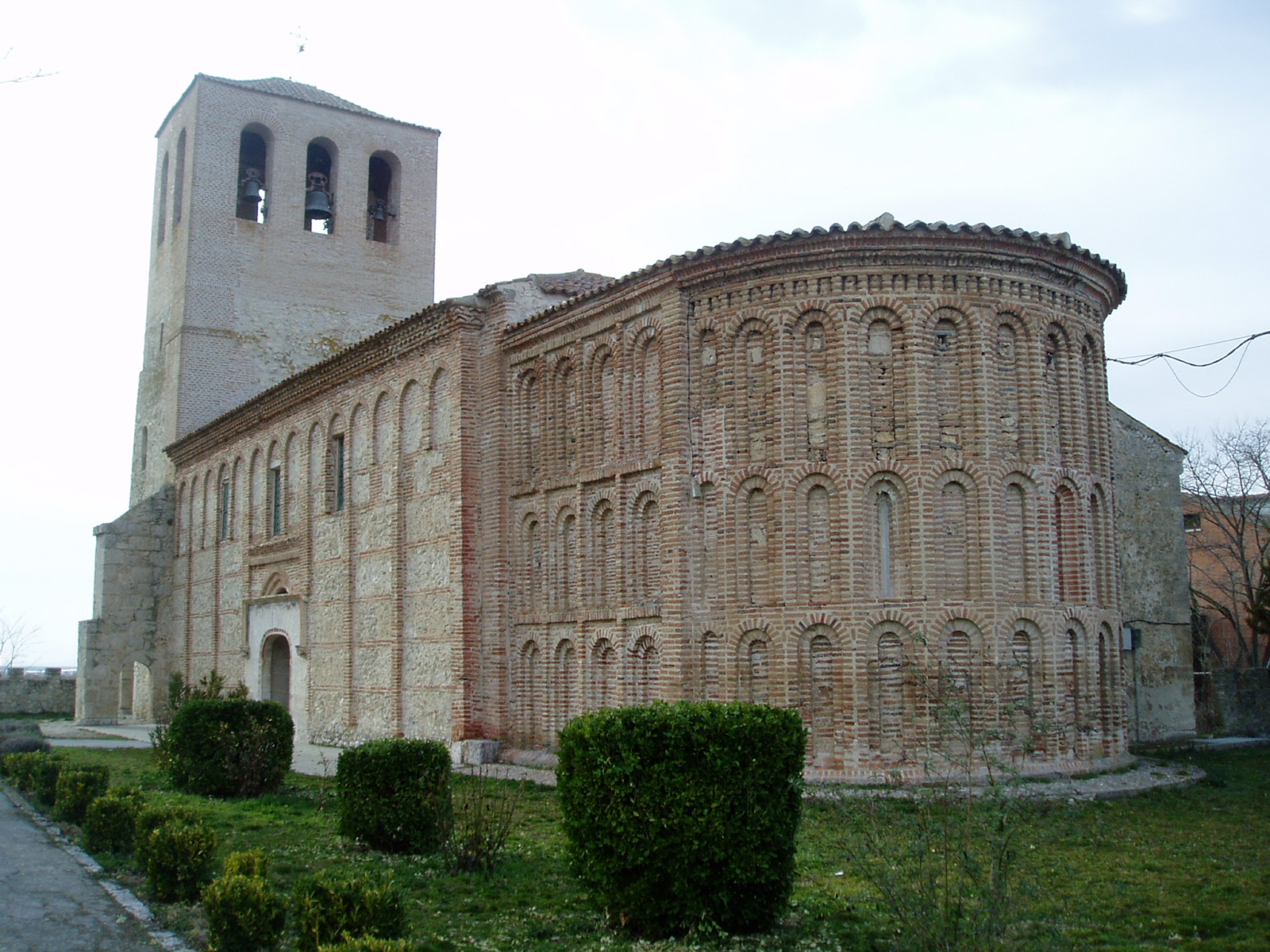
Церква Сан-Мігель
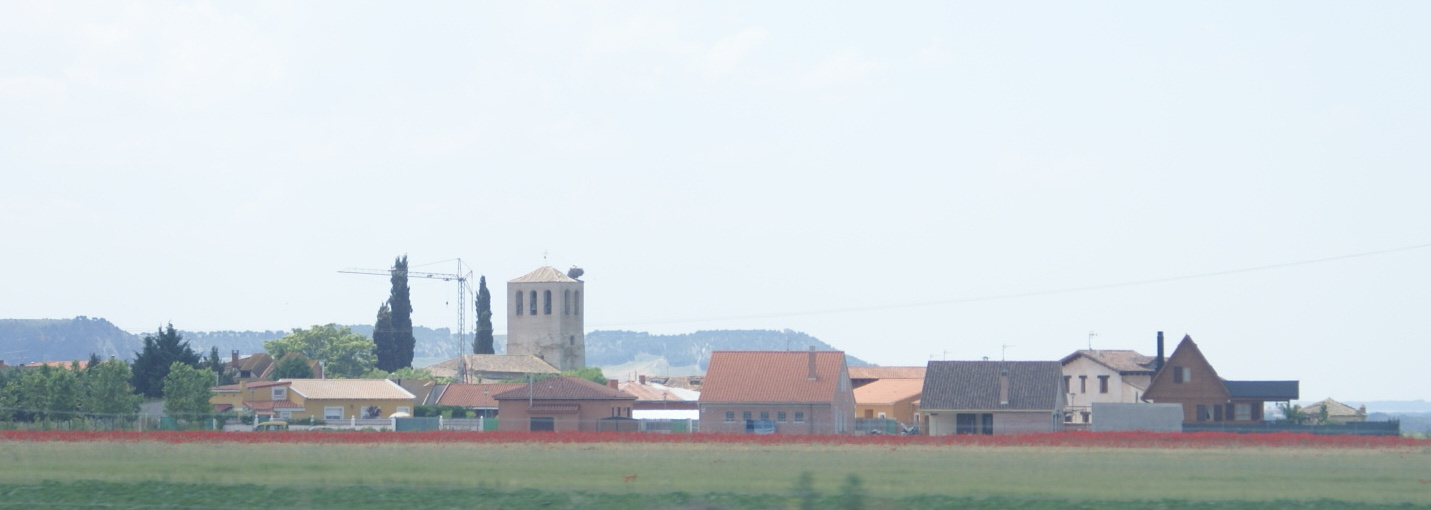
Панорама